# Васильдольское сельское поселение
Васильдо́льское се́льское поселе́ние — упразднённое муниципальное образование в Новооскольском районе Белгородской области.
Административный центр — село Васильдол.
19 апреля 2018 года упразднено при преобразовании Новооскольского района в Новооскольский городской округ.

## История
Васильдольское сельское поселение образовано 20 декабря 2004 года в соответствии с Законом Белгородской области № 159.

## Население
| 2010 | 2011 | 2012 | 2013 | 2014 | 2015 | 2016 |
| ---- | ---- | ---- | ---- | ---- | ---- | ---- |
| 832  | ↘829 | ↘812 | ↘804 | ↗821 | ↗848 | ↘843 |
| 2017 | 2018 |      |      |      |      |      |
| ↘828 | ↘800 |      |      |      |      |      |

## Состав сельского поселения
| № | Населённый пункт | Тип населённого пункта       | Население |
| - | ---------------- | ---------------------------- | --------- |
| 1 | Васильдол        | село, административный центр | ↘578      |
| 2 | Красная Каменка  | хутор                        | ↘71       |
| 3 | Малое Городище   | село                         | ↘183      |